# Държавно устройство на Екваториална Гвинея
Екваториална Гвинея е президентска република.

## Законодателна власт
Законодателен орган в Екваториална Гвинея е еднокамарен парламент, съставен от 100 народни представители, избирани за срок от 5 години.